# Miletus artaxatus
Miletus artaxatus är en fjärilsart som beskrevs av Hans Fruhstorfer 1913. Miletus artaxatus ingår i släktet Miletus och familjen juvelvingar. Inga underarter finns listade i Catalogue of Life.